# 中原茂
中原 茂（1961年1月22日—），神奈川縣鎌倉市出身的男性聲優。Vi-vo所屬。
至今的代表作有日本動畫與電子遊戲《聖戰士DUNBINE》的座間祥、《超獸機神斷空我》的式部雅人、《七龍珠Z》的人造人17號、《幽☆遊☆白書》的妖狐藏馬、《新機動戰記鋼彈 W》的特洛瓦・巴頓、《遙遠時空系列》的藤原鷹通／藤原幸鷹／有川讓／葛城忍人、《戰國BASARA》的毛利元就、美國電視劇《飛越比佛利》的布蘭登（阿倫）等等。

## 經歷、特色
- 從東海大學中途退學，之後從專門學校東京播報學院放送聲優科畢業。
- 1982年、以動畫《魔境傳說Acrobunch》裡的主角蘭堂准一角出道。
- 配音以極少變形、擁有現實感的人物造形為特徵，給予自然、爽朗印象的年輕美男子角色比較多。另一方面，成功的詮釋出像是《宇宙騎士利刃》的雷文之類、男扮女裝的男同性戀角色所擁有的瘋狂感情，出色的表現也獲得廣泛的公認。
- 為少年及青年的角色配音時的聲質與飛田展男相似，這一點雙方都互相彼此認同。
- 以前曾經待過ARTSVISION，81 Produce及Sigma Seven，之後退所。從2008年1月開始Vi-Vo所屬。
- 前妻是同樣身為聲優的興梠里美。
- 祖母是德國人的關係，有四分之一德國血統。[1]

## 演出作品

### 電視動畫
1982年
- 銀河烈風Baxinger（尼諾、瑪洛、托尼·艾文）
- 魔境傳說Acrobunch（蘭堂准）

1983年
- 太空戰神（男隊員A、軍人A）
- 足球小將（井澤守）
- 聖戰士DUNBINE（座間祥）

1984年
- 請多指教機械醫生（五十嵐充）

1985年
- 昭和笨蛋草紙俏皮最棒!（石打渡之介的少年時代、追隨者）
- 火焰的阿爾卑斯玫瑰 茱蒂&藍迪（約翰）
- 超獸機神斷空我（式部雅人）
- High School!奇面組（矛利高志）
- 六三四之劍（日高劍介）

1986年
- 甜蜜公主（鎖櫃、Q助）
- Oh! Family（凱・安德森）
- 學生諸君! 用綠圍巾將心包起來（學生會長）
- 聖鬥士星矢（暗黑天馬、杜鵑座·翔、孔雀座 西華、δ天權星 阿彼歷彼）
- Bosco Adventure（青蛙）
- 機器勇士（強尼）

1987年
- 超能力魔美（司會者、夢野）
- 橙路（早見淳）
- 聖魔大戰（邱王）

1988年
- 麵包超人（打掃人）※第2代
- 鐵拳小子（金丹）
- Hello!鈴小姐（亞瑟·托雷克·布萊頓）
- 甜蜜小天使第2作（奇歐）

1989年
- 偶像傳說英里子（內田一樹）
- 森林王子 少年毛克利（蘇拉）
- 超時空遊俠（齊格弗里德）
- 大耳鼠（麥可馬拉松）

1990年
- NG騎士檸檬汽水&40（善哉餅）
- 櫻桃小丸子（添田）

1991年
- 城市獵人'91（手下）
- 妙妙殭屍（初）
- 鬥球兒彈平（御堂嵐）
- 橫山光輝三國志（孫策）
- 我與我 兩個綠蒂（漢斯）

1992年
- 宇宙騎士利刃（雷文）
- 喂〜!龍馬（平助）
- 南國少年奇小邪（群馬、朮君）
- 花魔法使瑪麗蓓爾（莫爾）
- 幽☆遊☆白書（妖狐藏馬）
- 七龍珠Z（人造人17號）

1993年
- 足球風雲（松下浩）
- （人造人17號）

1994年
- 交給Scrappers（超級7）
- 勇者警察J-Decker（陽炎）

1995年
- 新機動戰記鋼彈 W（特洛瓦·巴頓）
- 酷媽vs.寶貝蛋（一文字秀人）
- 哉坊 仁坊 敦坊（巴比的父親）
- 羅密歐的藍天（里納爾多）

1996年
- 七龍珠GT（人造人17號、超級17號）
- 名偵探柯南（旗本武）

1997年
- 金田一少年之事件簿（遠野英治）
- 忍企鵝真丸（紫狼沙）
- 爆走兄弟Let's & Go!! WGP（威廉·亞爾瓦雷茲）

1998年
- 星際牛仔（瑪肯泰亞）
- 槍神（羅安）
- 危險調查員（拉帝）
- 名偵探柯南（西谷宏明）

1999年
- 麻煩巧克力（木瓜）
- 名偵探柯南（羅伯特·泰勒）

2000年
- 週刊故事島（「幻化成我的女子」（浩二））

2001年
- 卡比之星（奇普老師）
- 週刊故事樂園（「憧憬的簾子」（丸山明夫））

2002年
- 盜賊王JING（貝魯諾）

2003年
- 妄想科學美少女（九十九工作）

2004年
- DAN DOH!!（新莊樹靖）
- 遙遠時空～八葉抄～（藤原鷹通）
- 名偵探柯南（間熊篤）

2006年
- 名偵探柯南（深町真二）

2007年
- DARKER THAN BLACK -黑之契約者-（尼克·希爾曼）
- 遙遠時空3 紅之月（有川讓）
- Myself ; Yourself（麻緒衣的父親）

2008年
- 西洋古董洋菓子店〜antique〜（戶田）
- 蔥花的朝太郎（諸越光雲齋）
- 名偵探柯南（龍尾景）

2009年
- 戰國BASARA（毛利元就）

2010年
- 遙遠時空3 永無止境的命運（有川讓）
- 戰國BASARA 貳（毛利元就）
- 七龍珠改（人造人17號）

2011年
- 數碼寶貝合體戰爭（格拉比獸）

2012年
- 聖鬥士星矢Ω（白羊座貴鬼）

2013年
- 惡之華（佐伯奈奈子的父親）
- 京騷戲畫（鞍馬）

2014年
- 戰國BASARA Judge End（毛利元就）

2017年
- 七龍珠超（人造人17號）

年份不詳
- 赫胥黎小豬過來了（山姆）

### OVA
- 間之楔（奇里耶）
- 亞爾斯蘭戰記 征馬孤影 上·下（吉姆薩）
- 百太郎靈幻檔案（百太郎）
- 宇宙家族卡爾賓森（淳）
- 少年足球（藥丸英樹）
- 御宅族的錄影帶（日野）
- Goddamn（托比）
- 旭日的艦隊（羅那多·巴爾）
- 銀河英雄傳說（佛朗茲·華利蒙特）
- 新機動戰記GUNDAM W OPERATION METEOR（特洛瓦·巴頓）
- 新機動戰記GUNDAM W 無盡的華爾茲（特洛瓦·巴頓）
- 新・足球小將（井澤守、新田瞬）
- 精靈使（黑龍）
- 超獸機神斷空我 給死者們的鎮魂歌（式部雅人）
- 超獸機神斷空我 GOD BLESS DANCOUGA（式部雅人）
- 超獸機神斷空我 白熱的終章（式部雅人）
- 電光快車俠（音速狙擊號）
- New Story of Aura Battler DUNBINE（座馬隼音）
- 貓·貓·幻想曲（香川貴廣）
- 遙遠時空〜紫陽花物語〜（藤原鷹通）
- 遙遠時空2〜白龍之神子〜（藤原幸鷹）
- Variable Geo（時影）
- JUMP Super Anime Tour '98上映版 HUNTER×HUNTER（凱特）
- 風魔的小次郎（項羽、小龍）
- Macross Dynamite 7（羅連斯）
- 名偵探柯南 MAGIC FILE2 工藤新一 謎之壁與黑色拉布犬事件（秋本光一）
- 魍魎戰記MADARA（影王摩陀羅）
- 幽☆遊☆白書 映像白書 黑暗武術界之章 上卷（妖狐藏馬）
- 幽☆遊☆白書 映像白書 黑暗武術界之章 下卷（妖狐藏馬）
- 幽☆遊☆白書 映像白書 藏馬之章（妖狐藏馬）
- 魯邦三世 風魔一族的陰謀（學者）

### 网络動畫
- 超级七龙珠英雄（人造人17號）

### 劇場動畫
- 亞利安（亞利安）
- 超時空要塞：愛、還記得嗎？（客人B）
- 新機動戰記鋼彈 W 無盡的華爾茲 特別篇（特洛瓦·巴頓）
- 鋼鐵搭檔（花咲）
- 劇場版 遙遠時空 舞一夜（藤原鷹通）
- 幽☆遊☆白書 冥界死鬥篇 炎之絆（妖狐藏馬）
- 魯邦三世 風魔一族的陰謀（學者）

### 遊戲
- Another Century's Episode（座間祥、特洛瓦·巴頓）
- 「SD 鋼彈 G GENERATION」系列（特洛瓦·巴頓、多基歐·藍道爾）
- 超級機器人 Spirits（座間祥）
- 「超級機器人大戰」系列（座間祥、式部雅人、特洛瓦·巴頓）
- 「戰國BASARA」系列（毛利元就）
- 超鋼戰紀 機械王（納卡多·法蘭德、亞賓）
- DESIRE（艾伯特·麥克道格）
- 美德傳奇（ラムダ）
- 美德傳奇F（ラムダ）
- 天使之詩II 墮天使的選擇（席翁）
- 天使的雙槍（傑）
- 天外魔境Ⅲ NAMIDA（阿木波）
- 傳說之奧加戰爭（特裡斯坦 / 菲克斯·托利修特拉姆·賽諾比亞）
- 「七龍珠Z」系列（人造人17號）
  - 七龍珠Z 偉大的七龍珠傳說（人造人17號、塞魯Jr.）
  - 七龍珠Z
  - 七龍珠Z2
  - 七龍珠Z3
  - 七龍珠Z Sparking!（人造人17號、超級17號）
  - 超七龍珠Z-
  - 七龍珠Z Sparking!NEO（人造人17號、超級17號）
  - 七龍珠Z Sparking!METEOR（人造人17號、超級17號）
  - 七龍珠Z BURST LIMIT
  - 七龍珠Z INFINITE WORLD（人造人17號、超級17號）
- 「遙遠時空」系列
  - 遙遠時空（藤原鷹通）
  - 遙遠時空-盤上遊戲-（藤原鷹通）
  - 遙遠時空〜八葉抄〜（藤原鷹通）
  - 遙遠時空-舞一夜-（藤原鷹通）
  - 遙遠時空2（藤原幸鷹）
  - 遙遠時空3（有川讓）
  - 遙遠時空3 十六夜記（有川讓）
  - 遙遠時空3 命運的迷宮（有川讓）
  - 遙遠時空4（葛城忍人）
  - 遙遠時空 夢浮橋（藤原鷹通、藤原幸鷹、有川讓）
  - 遙遠時空 夢浮橋 Special（藤原鷹通、藤原幸鷹、有川讓）
- 「幽☆遊☆白書」系列
  - 幽☆遊☆白書 魔強統一戰（妖狐藏馬）
  - 幽☆遊☆白書 特別篇（妖狐藏馬）
  - 幽☆遊☆白書 FOREVER（妖狐藏馬）
  - THE BATTLE OF 幽☆遊☆白書 〜死鬥!黑暗武術會〜 120%（妖狐藏馬）
- Love Me Tender 〜今宵、在Bar阿爾巴〜（橘幸彥）
- Lamento -BEYOND THE VOID-（吟遊詩人）
- 女友伴身邊（惡打工男）

### 外語片配音
- X戰警（獨眼龍）
- 絕命追殺令（紐曼）
- 開放的美國學府
- 飛越比佛利（阿倫）
- 六人行（麥克·哈尼根）
- Renaissance Man（梅爾溫·梅爾溫）
- Faceless（醫師）

### 外語動畫配音
- 小拖船（十分）
- 地球超人（威勒）
- 忍者龜（宮本兔）

### 廣播節目
- GAIA GEAR（傅江文）※廣播劇
- 新機動戰記鋼彈 W BLIND TARGET（特洛瓦·巴頓）※廣播劇
- Radio Kaleidoscope eye's
- Radio Pastel Collection
- Radio Cafe Essence

### 廣播劇CD
- 出雲傳說 音盤物語（後藤德彥）
- 遙遠時空〜八葉萌芽之卷〜前篇（藤原鷹通）
- 遙遠時空〜八葉萌芽之卷〜後篇（藤原鷹通）
- 遙遠時空〜八葉京都異聞〜壹·劍花之卷〜（藤原鷹通）
- 遙遠時空〜八葉京都異聞〜貳·讓葉之卷〜（藤原鷹通）
- 遙遠時空〜八葉京都異聞〜參·待宵之卷〜（藤原鷹通）
- 遙遠時空〜八葉京都異聞〜四·青嵐之卷〜（藤原鷹通）
- 遙遠時空〜八葉京都異聞〜愛你之歌〜（藤原鷹通）
- 遙遠時空〜八葉京都異聞〜花之宴〜（藤原鷹通）「全卷購入特典禮物」
- 遙遠時空〜花鳥風月〜（藤原鷹通）
- 遙遠時空〜音盤草紙〜白虹之卷〜（藤原鷹通）「LaLa全員服務CD」
- 遙遠時空〜音盤草紙〜天之卷〜（藤原鷹通）「LaLa全員服務CD」
- 遙遠時空〜歌曲重疊〜（藤原鷹通）
- 遙遠時空〜四神迷你專輯白虎〜（藤原鷹通）
- 遙遠時空〜紫陽花物語〜音滴〜（藤原鷹通）
- 遙遠時空〜歌草紙〜涼風之宴〜（藤原鷹通）
- 遙遠時空·八葉抄〜Drama CD〜（藤原鷹通）「LaLa全員服務CD」
- 遙遠時空·八葉抄〜Character Collection 白虎篇〜（藤原鷹通）
- 遙遠時空2〜刻之封印〜壹〜（藤原幸鷹）
- 遙遠時空2〜刻之封印〜貳〜（藤原幸鷹）
- 遙遠時空2〜刻之封印〜參〜（藤原幸鷹）
- 遙遠時空2〜刻之封印〜四〜（藤原幸鷹）
- 遙遠時空2〜雪月花〜（藤原幸鷹）
- 遙遠時空2〜留下花〜（藤原幸鷹）
- 遙遠時空2〜花鏡〜（藤原幸鷹）
- 遙遠時空2〜紅葉舞〜（藤原幸鷹）
- 遙遠時空2〜紅葉舞〜夢之通路〜（藤原幸鷹）
- 遙遠時空2〜小春日和〜（藤原幸鷹）
- 遙遠時空3 薄月夜一〜黎明之章〜（有川讓）
- 遙遠時空3 薄月夜二〜黃昏之章〜（有川讓）
- 遙遠時空3〜黎明之歌〜（有川讓）
- 遙遠時空4〜天空之書〜（葛城忍人）
- 遙遠時空4〜大地之書〜（葛城忍人）
- 遙遠時空4〜星影之詩〜（葛城忍人）
- Neo Romance♥Duet+ 遙遠時空
- 青之軌跡（凱伊）
- 青之軌跡〜Catharsis Spell〜解放的咒文（凱伊）
- 青之軌跡〜Crystal Crown 水晶小丑（凱伊）
- 青之軌跡〜Baroque Pearl 巴洛克珍珠（凱伊）
- 青之軌跡〜Persona non grata 不受歡迎之人（凱伊）
- 青之軌跡〜Phantom Pain 虛幻的痛覺（凱伊）
- BL偵探物語
- 永遠的綠〜後來的日子〜（竹內裕太）
- 原獸文書（雷·吉恩·謝巴赫肯博士）
- 戰國BASARA 2〜邂逅！瀨戶內之戰〜（毛利元就）
- 火焰之紋章：暗黑龍與光之劍1〜前往約定的土地（瑪魯斯）
- 火焰之紋章：暗黑龍與光之劍2〜炎之紋章（瑪魯斯）
- 火焰之紋章：暗黑龍與光之劍3〜風的軌跡風（瑪魯斯）
- 火焰之紋章：暗黑龍與光之劍4〜魔道的聖域（瑪魯斯）
- SAMURAI DEEPER KYO系列（菱祇）
- BE HAPPY!〜常磐家的人們〜（東堂光）
- 愛情函數（作山八織）
- 喜歡你（吉田公章）
- 寵 美女與野獸（吉歐拉爾德·庫伊斯納·托多利亞4世）
- DOGS/BULLETS&CARNAGE（喬凡尼）
- EGOISM（上領夏也）
- 甜蜜罪惡的碎片（桂川諭）
- 我們的運氣（六條紀人）
- 第一神拳
- 孔雀王（孔雀）
- DANDOH!! SMILE SHOT!（新莊樹靖）
- 狂妄基因 Long Version（連城聰史）
- 摩陀羅·轉生篇（光河光）
- CD Drama Collections 三國志（徐庶元直）
- BASARA外傳TATARA（聖）
- 幸運男子 -幸運君-（齊）
- 偷偷愛著你（原秋葉）
- 幽☆遊☆白書 音樂戰鬥篇3 魔界傳說（妖狐藏馬）
- 幽☆遊☆白書 〜collective songs〜（妖狐藏馬）
- 任性的囚犯（連城聰史）

### 其他
- 森林森林器君（救急九太郎）
- 遊戲「超級機器人大戰 COMPACT3」CM旁白

## 外部連結
- essence（页面存档备份，存于） 中原茂 個人網站（日語）
- Vi-Vo － 中原茂（日語）
- YouTube頻道 中原茂の言の葉塾（页面存档备份，存于）